# Mount Moriah (Misuri)
Mount Moriah es un pueblo ubicado en el condado de Harrison en el estado estadounidense de Misuri. En el Censo de 2010 tenía una población de 87 habitantes y una densidad poblacional de 32,93 personas por km².

## Geografía
Mount Moriah se encuentra ubicado en las coordenadas 40°19′45″N 93°47′49″O / 40.32917, -93.79694. Según la Oficina del Censo de los Estados Unidos, Mount Moriah tiene una superficie total de 2.64 km², de la cual 2.64 km² corresponden a tierra firme y (0%) 0 km² es agua.

## Demografía
Según el censo de 2010, había 87 personas residiendo en Mount Moriah. La densidad de población era de 32,93 hab./km². De los 87 habitantes, Mount Moriah estaba compuesto por el 100% blancos, el 0% eran afroamericanos, el 0% eran amerindios, el 0% eran asiáticos, el 0% eran isleños del Pacífico, el 0% eran de otras razas y el 0% pertenecían a dos o más razas. Del total de la población el 4.6% eran hispanos o latinos de cualquier raza.